# Syntomeida paramalanthus
Syntomeida paramalanthus là một loài bướm đêm thuộc phân họ Arctiinae, họ Erebidae.